# Aleksej Jakušev
Aleksej Petrovič Jakušev (in russo Алексе́й Петро́вич Я́кушев?; 28 gennaio 1914 – Mosca, 28 marzo 1969) è stato un pallavolista e allenatore di pallavolo sovietico.
Giocava nel ruolo di schiacciatore.

## Carriera

### Giocatore
Inizia la sua carriera nella squadra cittadina di Mosca con cui vince 3 campionati sovietici. Nel 1938, con l'avvento delle società e dei dipartimenti sportivi, passa al Nauka Tbilisi. Dal 1940 passa alla Dinamo Mosca con cui vince, seppur saltando un periodo a causa del, altri cinque campionati sovietici e tre coppe dell'Unione Sovietica.
Con la nazionale sovietica vince due campionati mondiali e due campionati europei.
Si ritira dalla pallavolo giocata, giocando per un periodo anche a pallacanestro, nel 1954.

### Allenatore
Nel 1955 diventa allenatore della nazionale sovietica femminile vince due campionati mondiali e un campionato europeo. Lascia l'incarico dopo il secondo posto ottenuto ai campionati mondiali disputati in casa.
Muore a Mosca il 28 marzo 1969.

## Palmarès

### Club
- Campionato sovietico: 8

1934, 1935, 1936, 1945, 1946, 1947, 1948, 1951
- Coppa dell'Unione Sovietica: 3

1950, 1951, 1952

### Premi individuali
- 1947 - Campionato sovietico: Miglior giocatore di pallavolo dell'URSS